# Alfred Rammelmeyer
Alfred Rammelmeyer (* 31. Dezember 1909jul. / 13. Januar 1910greg. in Moskau; † 16. März 1995 in Darmstadt) war ein deutscher Slawist und Literaturwissenschaftler.

## Leben
Rammelmeyer war der Sohn eines deutschen Kaufmanns und einer Russin. Seine Mutter Maria stammte aus der Familie des Dichters Nikolai Alexejewitsch Nekrassow. Nach dem Tod des Vaters im Jahr 1921 emigrierte die Familie nach Deutschland, wo er 1930 in Berlin-Reinickendorf das Abitur ablegte. Danach studierte er in an der Universität Berlin Slawische und Romanische Philologie und Evangelische Theologie. 1935 promovierte er bei Max Vasmer mit der Arbeit „Studien zur Geschichte der russischen Fabel des 18. Jahrhunderts“. 1936 bis 1937 arbeitete er an der Universität Greifswald als Lektor für Russisch, von 1937 bis 1945 an der Universität Königsberg, wo er sich 1943 mit einer Arbeit über die in Ostpreußen lebenden Philipponen habilitierte. Im November 1945 wurde er außerordentlicher Professor für slawische Philologie an der Universität Kiel, von wo er 1952 als ordentlicher Professor an die Universität Marburg berufen wurde. 1958 wechselte er von hier an die Universität Frankfurt, wo er bis zu seiner Emeritierung im Jahr 1978 lehrte.
Rammelmeyer war ab 1964 ordentliches Mitglied der Wissenschaftlichen Gesellschaft an der Universität Frankfurt. 1981 wurde er zum korrespondierenden Mitglied der Slowenischen Akademie der Wissenschaften und Künste in Ljubljana gewählt, 1985 zum Mitglied der Akademie der Wissenschaften zu Göttingen. Im akademischen Jahr 1963/64 war er Rektor der Universität Frankfurt, 1967 bis 1970 Prorektor.

## Veröffentlichungen (Auswahl)
- Studien zur Geschichte der russischen Fabel des 18. Jahrhunderts (= Veröffentlichungen des Slavischen Instituts an der Friedrich-Wilhelm-Universität Berlin, Bd. 21). Harrassowitz, Leipzig 1939 (Reprint: Kraus, Nendeln 1968).
- Ost und West. Aufsätze zur Slavischen Philologie. Zwei Bände (= Osteuropastudien der Hochschulen des Landes Hessen, Bd. 8 u. 24). Harrassowitz, Wiesbaden 1966/Steiner, Wiesbaden 1977.
- Aufsätze zur russischen Literatur und Geistesgeschichte (= Opera Slavica, N.F., Bd. 37). Harrassowitz, Wiesbaden 2000, ISBN 3-447-04177-3.

Festschriften
- Hans-Bernd Harder (Hrsg.): Festschrift für Alfred Rammelmeyer. Fink München 1975.
- Hans-Bernd Harder u. Hans Rothe (Hrsg.): Gattungen in den slavischen Literaturen.  Beiträge zu ihren Formen in der Geschichte. Festschrift für Alfred Rammelmeyer (= Bausteine zur Geschichte der Literatur bei den Slaven, Bd. 32). Böhlau, Köln 1988, ISBN 3-412-01388-9.
- Gerhard Giesemann (Hrsg.): Schulbildung und ihre Weiterentwicklung. Gedenkband zum 100. Geburtstag von Alfred Rammelmeyer (= Studies on language and culture in Central and Eastern Europe, Bd. 15). Sagner, München 2010, ISBN 3-86688-135-5.